# Hagiwara Kichitarō
Hagiwara Kichitarō (japanisch 萩原 吉太郎; geboren 15. Dezember 1902 in Warabi (Präfektur Saitama); gestorben 8. August 2001) war ein japanischer Unternehmer.

## Leben und Wirken
Hagiwara Kichitarō schloss 1926 sein Studium an der Keiō-Universität im Fach Wirtschaftswissenschaften ab. Er trat dann in das Unternehmen „Mitsui Gōmei“ (三井合名) ein. 1940 wechselte er zu „Hokkaidō Kohledampfschiffgesellschaft“ (北海道炭砿汽船, Hokkaidō tankōkisen), kurz „Hokutan“ (北炭), und wurde 1955 Jahren Präsident der Gesellschaft. Er ging 1967 als Vorsitzender in den Ruhestand, kehrte aber 1969 als Präsidenten zurück und förderte in Yūbari, einer Stadt auf Hokkaidō, mit dem Unternehmen „Houtan Yubari Shintankō“ (北炭夕張新炭鉱) neues Erz.
Durch seine Freundschaft mit Kodama Yoshio verfügte Hagiwara über ein breites Netzwerk an Kontakten zu Politikern wie Hatoyama Ichirō, Miki Bukichi und anderen. Man nannte ihn „Seishō“ (政商) – also „politischen Unternehmer“, und so führte er „Hokutan“. 1981 ereignete sich ein Grubenunglück mit Gasausbruch, bei dem 93 Arbeiter ums Leben kamen. Er übernahm die Verantwortung und trat zurück. 1982 wurde das Bergwerk in Yūbari geschlossen. 2007 beantragte er zwar staatlich Unterstützung im Rahmen des Betriebssanierungsgesetzes, ging aber in Konkurs.
Hagiwara war auch auf anderen Gebieten geschäftlich aktiv. Er war Vorsitzender von „Hokkaidō Real Estate“ (北海道不動産; Hokkaidō fudōsan), jetzt „Mitsui Tourism Development“ (三井観光開発, Mitsui kankō kaihatsu), ab 1984 Berater. Er gründete „Sapporo Television“ (札幌テレビ), dessen Präsident und später Vorstandsvorsitzender er wurde. Er trug zur Förderung der Kohleindustrie, aber auch des Tourismus und der Rundfunkindustrie von Hokkaidō bei. Nachdem er 1936 Mitglied des Lenkungsrates der „Japan Sumo Association“ (日本相撲協会) war, wurde er 1990 Vorsitzender.
Geehrt wurde Hagiwara mit der Ehrenmedaille und mit dem „Orden des heiligen Schatzes, 1. Klasse“ (勲一等瑞宝章, Kun’ittō zuihōshō) 1973. Zu seinen Schriften gehört „Issakaijin no kakitome oki sōrō“ (一財界人の書き留め置き候) – etwa „Niederschrift einer Person aus der Finanzwelt“.